# Territoris fideïcomissaris
Els territoris fideïcomissaris de les Nacions Unides, successors dels mandats de la Lliga de Nacions, són els territoris sobre els que s'estableix un fideïcomís o tutela encarregant l'administració a un estat fiduciari sota la supervisió del Consell Fideïcomitent de les Nacions Unides (en anglès, UN Trusteeshep Council).
Relació de territoris fideïcomissaris, agrupats per estats fiduciaris:
- Austràlia:
  - Nauru, fins a la independència el 1968.
  - Papua Nova Guinea, fins a la independència el 1975.
- Bèlgica:
  - Ruanda-Urundi, fins a la independència i separació en Ruanda i Burundi, el 1962.
- Estats Units:
  - Territori Fideïcomissari de les illes del Pacífic (Trust Territory of the Pacific Islands), separat en els estats associats de les illes Marshall (1979), Estats Federats de Micronèsia (1979) i Palau (1981); i la mancomunitat de les illes Mariannes Septentrionals (1978).
- França:
  - Camerun francès, fins a la independència el 1960.
  - Togo, fins a la independència el 1960.
- Itàlia:
  - Somàlia, fins a la independència el 1959.
- Nova Zelanda
  - Samoa Occidental, fins a la independència el 1962.
- Regne Unit:
  - Camerun anglès, fins al 1961 que es va repartir entre el Camerun i Nigèria.
  - Tanganyika fins a la independència el 1961, i la unió amb Zanzíbar el 1964 formant Tanzània.
  - Togo anglès, fins a la incorporació a Ghana, el 1957.